# 马克·拉瓦卢马纳纳
马克·拉瓦卢马纳纳（1949年12月12日—），马达加斯加政治家，1999年当选为首都塔那那利佛市市长，2002年5月6日起任马达加斯加共和国总统至2009年3月17日。
马克·拉瓦卢马纳纳曾留学德国和瑞典学习食品工程，1982年在马达加斯加创立蒂科公司（蒂科集团），现在的蒂科集团为马国最大的食品加工企业，马克·拉瓦卢马纳纳任总裁。
2009年3月，馬達加斯加發生政變，拉瓦盧馬納納提出辭職，军方随即拥立反对派领导人拉乔利纳成为新总统。